# 네브래스카 대학교

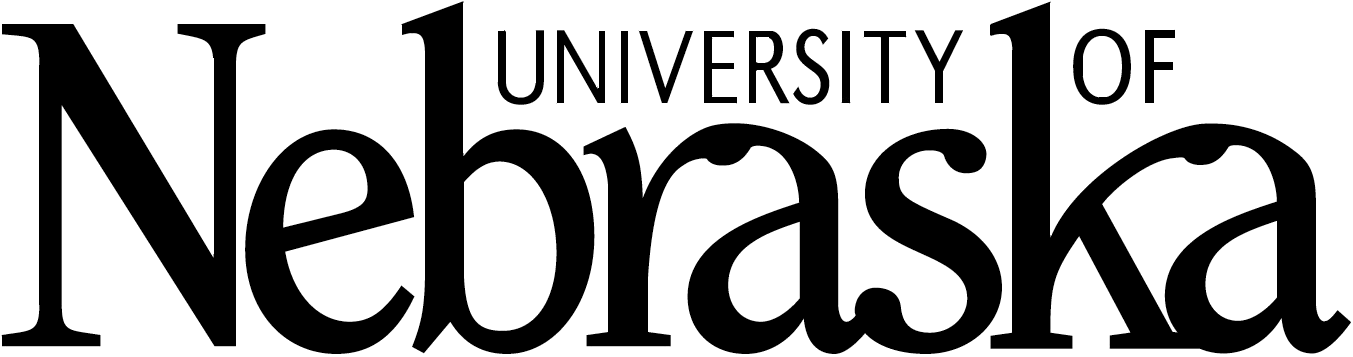

네브래스카 대학교(영어: University of Nebraska)는 미국 네브래스카주에 위치한 대학들로써 1869년에 처음으로 링컨에서 개교를 시작으로 현재 세 개의 대학교와, 하나의 의학전문 대학교, 그리고 하나의 농업기술전문 대학교가 있다.
- 네브래스카 대학교 링컨(영어: University of Nebraska–Lincoln): 1869년에 개교
- 네브래스카 대학교 오마하(영어: University of Nebraska at Omaha): 1968년에 개교
- 네브래스카 대학교 커니(영어: University of Nebraska at Kearney): 1905년에 개교, 1991년에 네브래스카 대학이 되었다.
- 네브래스카 대학교 메디컬 센터(영어: University of Nebraska Medical Center): 1880년에 개교한 의학 전문 대학교로써, 1902년에 네브래스카 대학이 되었다.
- 네브래스카 농업 기술 전문 대학교(영어: Nebraska College of Technical Agriculture)